# Водний транспорт України
Во́дний тра́нспорт Украї́ни — поділяється на дві підгалузі: морський та річковий транспорт.
Державне управління водним транспортом України здійснює Міністерство інфраструктури України та Державна інспекція України з безпеки на морському та річковому транспорті (Укрморрічінспекція)

## Українські судноплавні компанії

### Перелік найбільших судноплавних компаній України
1. Державна судноплавна компанія «Укртанкер»
2. Судноплавна компанія «Укррічфлот» (створена у 1992 р. на базі Міжгалузевого державного об'єднання річкового флоту «Укррічфлот») володіє власною інфраструктурою та надає комплексні логістичні послуги, використовуючи річку Дніпро
3. Судноплавна компанія ТОВ СП «НІБУЛОН» (створена у 2009 р.)
4. Суднобудівний завод "Океан"
5. Чорноморський суднобудівний завод
6. Судноплавна компанія «Укрферрі» має офіційний статус — національного поромного перевізника.
7. ПрАТ «Українське Дунайське пароплавство» (засноване 1944 р.)
8. Судноплавна Компанія «АРГО» (заснована у 2001 р.) Охоплює групу компаній ООО СК "АРГО" та ООО СК "ЕНІРЕ",  котрі протягом десятиліття виконують вантажні перевезення водними шляхами України, Туреччини, Румунії, Болгарії, Росії та інших країн. Географія перевезень охоплює розгалужену мережу в акваторіях Чорного, Азовського, Середземного, Адріатичного морів, а також річок Дніпро і Дунай (до порту Будапешт). У власності компанії мається власний флот в кількості 10 одиниць, загальним тоннажем 35 000 тонн. Левова частка флоту ходить під українським прапором, що своєю чергою забезпечує значні надходження до державного бюджету, а також нові робочі місця для громадян нашої країни.

## Морські порти України
Управління адміністраціями 13 морських портів здійснює Адміністрація морських портів України.
1. Білгород-Дністровський морський порт
2. Бердянський морський порт
3. Ізмаїльський морський порт
4. Маріупольський морський порт
5. Миколаївський морський порт
6. Одеський морський порт
7. Спеціалізований морський порт «Ольвія»
8. Морський порт «Південний»
9. Ренійський морський порт
10. Скадовський морський порт
11. Морський порт «Усть-Дунайськ»
12. Херсонський морський порт
13. Морський порт «Чорноморськ»

Ще 5 морських портів - Севастополь, Ялта, Керч, Феодосія та Євпаторія в АР Крим закриті для судноплавства до відновлення конституційного ладу.

### Безпека судноплавства
Контроль за виконанням судноплавними компаніями України нормативних актів з питань безпеки судноплавства здійснюється відповідно до Наказу Мінінфраструктури України.
Правила судноплавства на внутрішніх водних шляхах України та Система управління безпекою судноплавства на морському і річковому транспорті регулюються відповідними Наказами
Орган, що забезпечує безпеку судноплавства — Регістр судноплавства України